# NGC 149
NGC 149 ist eine Linsenförmige Galaxie vom Hubble-Typ S0 im  Sternbild Andromeda am Nordsternhimmel. Sie ist schätzungsweise 224 Millionen Lichtjahre von der Milchstraße entfernt und hat einen Durchmesser von etwa 85.000 Lichtjahren. Vom Sonnensystem aus entfernt sich das Objekt mit einer errechneten Radialgeschwindigkeit von näherungsweise 4.800 Kilometern pro Sekunde.
Im selben Himmelsareal befinden sich unter anderem die Galaxien NGC 140, PGC 1982, PGC 2065, PGC 1902752.
Das Objekt wurde am 4. Oktober 1883 von dem französischen Astronomen Édouard Stephan entdeckt.